# آنجلینی
آنجلینی (انگلیسی: Angelini) شرکت صنایع داروسازی ایتالیایی است، که در سال ۱۹۱۹ تأسیس شد.